# Тритоновая замена
Трито́новая заме́на, в расширенной тональности — замещение данной гармонии другой, которая включает те же звуки тритона и имеет ту же самую функцию и ту же, либо сходную, аккордовую структуру. 

## Краткая характеристика
Сама возможность тритоновой функциональной замены обязана в первую очередь равномерно темперированному строю. Аккорды, образующиеся в результате тритоновой замены, представляют собой так называемые функциональные дубли, то есть гармонии-антиподы, исполняющие ту же функцию, но с основным тоном, отстоящим на тритон. Таким дублем, например, является «вторая доминанта» в виде структурно идентичного доминантсептаккорду аккорда увеличенной сексты на нII ступени, тритоновой по отношению к V ступени, в c-moll: des-f-as-h (аккорд на нII с увеличенной секстой des-h, благодаря энгармонизму звучащей как малая септима доминантсептаккорда) vs. g-h-f-as (доминантовый нонаккорд).
Тритоновые замены отмечаются в академической музыке XIX–XX веков (у Ф. Шуберта, Ф. Шопена, П. И. Чайковского, особенно А. Н. Скрябина), широко используются в джазе («Night in Tunisia» Диззи Гиллеспи, вступление et passim), встречаются в популярной музыке (босса-нова «Девушка из Ипанемы» А. К. Жобина, тт. 6 и 8; песни В. П. Соловьёва-Седого «На лодке» [т. 38] и «Подмосковные вечера» [тт. 2, 4 вступления]). 
Одно из типичнейших применений тритоновой замены — в блюзовом квадрате (двенадцатитактовом блюзе), где септаккорд на второй низкой используется вместо доминантсептаккорда, либо первый и второй аккорды намеренно сопоставляются. Например, в следующей схеме блюза в C-dur при отклонении в F-dur (тт.3-4) вместо септаккорда V ступени используется альтерированный аккорд на нII.
Стандартная схема блюзового квадрата:
| I C | IV F | I C | I C7 | IV F | IV F | I C | I C | V G7 | IV F7 | I C | I (V) C (G) |
Блюзовый квадрат с тритоновой заменой в такте 4: 
| I C | IV F | I (C) = V (F) C7 | нII (F) G♭7♭5 | I (F) = IV (C) F | IV F | I C | I C | V G7 | IV F7 | I C | I (V) C (G) |